# Khak e Safid (district)
Khak e Safid (Pashto:خاک سفید) est l'un des onze districts de la province de Farâh en Afghanistan.
Sa population, qui est composée de 99 % de Pashtouns et d'une minorité de 1 % de Tajiks, est estimée à 43 000 habitants en octobre 2004.
La capitale administrative de ce district est la ville de Khak e Safid, aussi appelé Alagadari, situé à 676 m d'altitude dans la partie centrale de ce district.